# Catilinarische Verschwörung

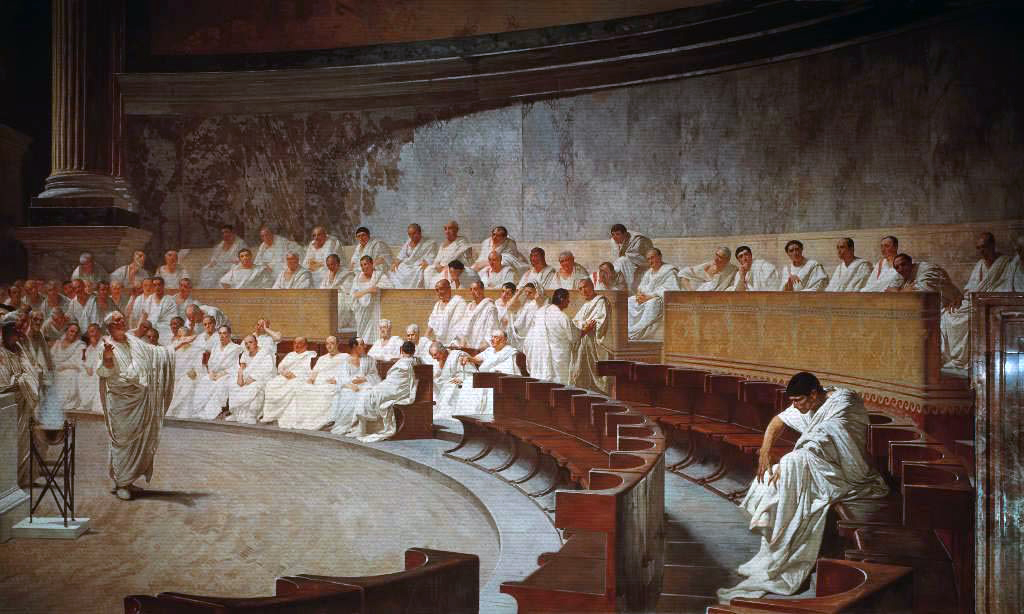
Cicero klagt Catilina an; das Fresko von Cesare Maccari zeigt, wie sich ein Historienmaler im 19. Jahrhundert Ciceros erste catilinarische Rede bildlich vorstellte.

Die Catilinarische Verschwörung war ein misslungener Umsturzversuch des Senators Lucius Sergius Catilina im Jahr 63 v. Chr., mit dem dieser die Macht in der römischen Republik an sich reißen wollte. Bekannt ist die Verschwörung besonders durch Ciceros Reden gegen Catilina sowie durch Sallusts historische Monographie De coniuratione Catilinae.

## Die Verschwörer
Die bekanntesten an der Verschwörung beteiligten Personen waren:
- Senatoren:
  - Lucius Sergius Catilina
  - Publius Autronius Paetus
  - Gaius Cornelius Cethegus
  - Publius Cornelius Lentulus Sura
  - Publius Cornelius Sulla
- Mitglieder des Ritterstandes:
  - Marcus Fulvius Nobilior
  - Lucius Statilius
  - Gaius Cornelius
  - Publius Gabinius Capito
  - Titus Volturcius
- Offiziere:
  - Gaius Manlius

## Der Verlauf der Verschwörung

### Die Vorgeschichte
Die Vorgeschichte der Verschwörung begann dem römischen Geschichtsschreiber Sallust zufolge im Jahr 66 v. Chr., als Catilina wegen eines anstehenden Repetundenprozesses (Verfahren wegen Amtsmissbrauchs) nicht als Bewerber für das Konsulat des nächsten Jahres zugelassen wurde. Stattdessen wurden für 65 v. Chr. Publius Autronius Paetus und Publius Cornelius Sulla gewählt, die jedoch kurze Zeit später wegen ambitus, Bestechung, angeklagt und verurteilt wurden, sodass sie durch zwei neue Konsuln, Lucius Aurelius Cotta und Lucius Manlius Torquatus, ersetzt werden mussten. Diese Nachfolger im Amt waren gleichzeitig die Ankläger der abgesetzten Konsuln. Zum Ende des Jahres 66 v. Chr. habe sich daraufhin eine Verschwörung gebildet mit dem Ziel, die Annullierung der Wahl rückgängig zu machen. Daran sollen die beiden abgesetzten Konsuln Autronius Paetus und Cornelius Sulla beteiligt gewesen sein sowie Gnaeus Calpurnius Piso, Gaius Cornelius Cethegus, Lucius Vargunteius und auch Catilina. In der Forschung wird die Existenz dieser so genannten ersten Catilinarischen Verschwörung seit Längerem allgemein bezweifelt.

### Der erfolglose Kampf um das Konsulat
Wegen des immer noch schwebenden Verfahrens des Repetundenprozesses, der gegen ihn angestrengt worden war, konnte Catilina auch für das Jahr 64 v. Chr. nicht für das Konsulat kandidieren; dies war erst für 63 v. Chr. wieder möglich, wo er aber nach heftiger Agitation durch Marcus Tullius Cicero diesem und Gaius Antonius Hybrida unterlag. Vor den Wahlen für das Jahr 63 v. Chr. soll Catilina seine Anhänger zum Abschluss eines Blutsbündnisses gewonnen haben, ein Detail, das Sallust mitteilt und dem schon der antike Historiograph selbst sein Misstrauen ausspricht.
Catilina hatte die Hoffnung jedoch noch nicht aufgegeben und bewarb sich für das nächste Jahr erneut. Dass er jedoch in seinem Wahlkampf mit Reduktion der Zinsen auf geliehenes Geld und Rückzahlungserleichterungen für die Schuldner warb (tabulae novae), verletzte die Interessen der Gläubiger. Diesen Umstand nutzte Cicero dazu, Catilina sozialrevolutionärer Umtriebe zu bezichtigen. Negativ wirkte sich wohl auch Catilinas Drohung im Senat aus, dass, wenn man seine Existenz in Brand stecken wolle, er nicht mit Wasser, sondern mit dem Einreißen des ganzen Baues das Feuer löschen werde. Als der Wahltag gekommen war, erschien Cicero, da er ein Attentat auf sich und den Ausbruch von Unruhen befürchtete, für alle sichtbar im Panzer und mit einer Schutztruppe aus Freunden und Klienten. Es geschah jedoch nichts; Catilina fiel, wie zu erwarten gewesen war, durch, und Lucius Licinius Murena und Decimus Iunius Silanus wurden für das nächste Jahr gewählt. Inwieweit Catilina bis zu diesem Zeitpunkt bereits an die Anwendung von Gewalt dachte, ist nicht mehr zu eruieren. Mit der verlorenen Wahl aber lief ihm die Zeit davon, was in ihm wohl den Entschluss zu einem Staatsstreich reifen ließ. Dabei konnte er das latente Unruhepotential ausnutzen, das von den vielen sullanischen Veteranen, die größtenteils verschuldet waren, und den ehemaligen Landbesitzern ausging, die von Sulla enteignet worden waren. Erst ab diesem Zeitpunkt konnte wirklich von einer Verschwörung gesprochen werden.

### Der Beginn der Verschwörung
Gaius Manlius, der unter Sulla als Centurio gedient hatte, begann bald in Etrurien und Gallia citerior mit der Aushebung von Truppen. Gleichzeitig sollte dasselbe in Picenum durch Gaius Septimius, in Apulien durch Gaius Iulius und in Kampanien durch Publius Sulla geschehen. Der Plan sah dann wohl vor, in Rom nach dem Zusammenziehen des Heeres Brände zu legen, um Verwirrung zu stiften, und die strategisch wichtigen Punkte in der Stadt zu besetzen. Da die Vorbereitungen jedoch noch einige Zeit in Anspruch nahmen, setzte man den Zeitpunkt der Erhebung auf den 27. Oktober fest; am 28. Oktober sollten in Rom schließlich alle missliebigen Optimaten ermordet werden.

### Die Aufdeckung der Putschvorbereitungen
Cicero war jedoch unterdessen von Fulvia, der Geliebten des Verschwörers Quintus Curius, von den Vorgängen einigermaßen in Kenntnis gesetzt worden, sodass er am 22. September den Senat bat, diesbezüglich einen Beschluss herbeizuführen. Der Senat beschied Ciceros Anliegen jedoch negativ mit der Begründung, die Nachrichten über die angeblichen Ereignisse seien zweifelhaft.
Erst in der Nacht vom 20. auf den 21. Oktober 63 v. Chr. gelangte Cicero in den Besitz von durchschlagenden Beweisen in Bezug auf Unruhen in Form von anonymen Briefen, die ihm von Marcus Crassus, Marcus Claudius Marcellus und Metellus Scipio übergeben worden waren und die eine Warnung vor Mordanschlägen auf einige hochrangige Politiker durch Catilina enthielten.

### Der Notstandsbeschluss
Cicero ließ daraufhin am nächsten Morgen den Senat zusammentreten und referierte über den Inhalt der Briefe und die weiteren ihm bekannten Details, zudem berichtete der Prätorier Quintus Arrius über Truppenbewegungen des Manlius in Etrurien. Der Senat beschloss daraufhin den Notstand (senatus consultum ultimum) und setzte kurz darauf das decretum tumultus in Kraft, das die Bekämpfung entstehender Unruhen ermöglichte. Es wurden sofort Aushebungen angeordnet, die zuständigen Beamten und Promagistrate wurden angewiesen, ihre Truppen zu übernehmen, und alle italischen Landstädte wurden beauftragt, ihre Territorien zu sichern. Die für den 28. Oktober geplanten Mordanschläge durch die Catilinarier und die Besetzung von Praeneste am 1. November konnten in der Folge nicht stattfinden, die Erhebung des Manlius in Etrurien war jedoch am 27. Oktober planmäßig erfolgt.

### Catilinas Umtriebe in Rom
Catilina, der sich in Rom immer noch sicher glaubte, sah sich unterdessen, wahrscheinlich zusammen mit Cornelius Cethegus, mit einer Anklage wegen politischer Gewaltverbrechen (lex Plautia de vi) konfrontiert, die von Aemilius Paullus angestrengt worden war. Catilina bot daraufhin, da er wohl glaubte, nichts befürchten zu müssen, dem Konsular Manius Aemilius Lepidus, dem Prätor Quintus Caecilius Metellus Celer und sogar Cicero an, sie möchten ihn in freiwillige Privathaft nehmen. Nachdem diese alle abgelehnt hatten, fand sich schließlich ein gewisser Marcus Metellus, der jedoch seiner Bewachungsaufgabe anscheinend nur unzureichend nachkam, sodass er später von Cicero ebenfalls der Teilnahme an den verschwörerischen Umtrieben bezichtigt wurde. Catilina gelang es nämlich, trotz dieser „Bewachung“, im Hause des Marcus Porcius Laeca in der Nacht vom 5. auf den 6. November eine Versammlung der Mitverschwörer abzuhalten, in der das weitere Vorgehen besprochen wurde. Lucius Vargunteius und Gaius Cornelius, ein Senator und ein Ritter, sollten sich am 7. November bei Cicero zum Morgenbesuch anmelden und diesen ermorden, um die Stadt in die Gewalt der Verschwörer zu bringen. Catilina selbst beabsichtigte, gleich nach Ciceros Ermordung zu Manlius aufzubrechen. Der Mordversuch schlug jedoch fehl, da Fulvia Cicero abermals eine Nachricht bezüglich der Pläne zukommen ließ.

### Catilina muss die Stadt verlassen
Cicero berief am Morgen des 7. November den Senat unter starker Bewachung im Tempel des Iupiter Stator zu einer Sitzung ein, um die neue Sachlage darzulegen und den Senatoren endlich entschiedenere Beschlüsse abzuringen. Auch Catilina erschien zu der Sitzung, wahrscheinlich, um seine angebliche Unschuld demonstrativ zur Schau zu stellen und zu zeigen, dass er von dem von Aemilius Paullus angestrengten Prozess nichts zu befürchten habe. Catilina fühlte sich als Angehöriger des alten patrizischen Adels sicher und konnte zu diesem Zeitpunkt wohl immer noch auf die Stimmen vieler popularer Senatoren zählen, sodass er alle gegen ihn gerichteten Vorwürfe abstritt und sogar eine Entscheidung des Senats bezüglich seiner Person forderte; bei negativem Bescheid bot er an, ins Exil zu gehen. Obwohl Cicero Catilina mit dem senatus consultum ultimum drohte, hatte er keine unwiderlegbaren Beweise gegen ihn in der Hand und damit keine wirkungsvolle Handhabe, da das senatus consultum ultimum sich in erster Linie gegen den offenen Aufstand des Manlius richtete. Cicero versuchte daher, Catilina durch die scharfen Angriffe in seiner „ersten Rede gegen Catilina“ sozusagen aus der Reserve zu locken und zu einem freiwilligen Verlassen der Stadt zu bewegen, was schließlich noch am selben Tage geschah.

### Die Problematik des Senatus Consultum Ultimum
Joseph Vogt schreibt zu dieser Problematik Folgendes: „Diese Rede ist eine glänzende rhetorische Leistung, ein hervorragender taktischer Zug und zugleich ein einzigartiges Armutszeugnis der Regierung, die hier, ohne es zu wissen und zu wollen, die Ohnmacht der res publica kundgetan hat. [...] So musste der Konsul in der allgemeinen Angst um Zuständigkeit und Befugnis es darauf anlegen, Catilina zum offenen Aufruhr zu treiben und dem schwankenden Senat für eine spätere Stellungnahme vollendete Tatsachen zu schaffen.“ Vogt spricht hier schon die Problematik der rechtlichen Auslegung des senatus consultum ultimum an, die an späterer Stelle, nämlich bei der Debatte über die Hinrichtung der Catilinarier, weit stärker zum Tragen kommen sollte. Catilina verließ jedenfalls noch vor dem Ende der Sitzung die Versammlung und brach in Richtung Faesulae auf, um zu Manlius zu stoßen, streute jedoch das Gerücht, er werde ins Exil nach Massilia gehen. Am nächsten Morgen sprach Cicero vor dem Volk („Zweite Rede gegen Catilina“), um über den Stand der Dinge zu referieren und die Massen zu beruhigen.

### Catilina wird zum Staatsfeind erklärt
Catilina, der Mitte November zusammen mit Manlius zum Staatsfeind (hostis) erklärt worden war, war zwar selbst nicht mehr in Rom, doch die Verschwörer, die er zurückgelassen hatte, befanden sich noch immer in der Stadt. Da gegen sie außer einem bloßen Verdacht nichts vorlag, stellten sie weiterhin eine latente Gefahr dar.
Im Weiteren sahen die Maßnahmen der Regierung vor, dass Antonius Hybrida den Oberbefehl über das Heer übernehmen sollte, um gegen die Aufständischen außerhalb Roms vorzugehen, wohingegen Cicero in der Stadt für Ruhe sorgen sollte. Catilinas Anhänger schürten unterdessen die Unruhen in Gallien, Picenum, Bruttium und Apulien; diese konnten jedoch durch die Regierungstruppen schnell eingedämmt werden. Catilina konnte zwar weiterhin großen Zulauf verzeichnen, lehnte aber die Aufnahme entflohener Sklaven ab. Da sein Heer zu großen Teilen nur unzureichend bewaffnet war, wich er einem offenen Kampf zunächst aus, um die Revolution in der Stadt selbst abzuwarten.

### Die Verhaftung der Verschwörer in Rom
Die Pläne Catilinas wurden durchkreuzt, als sich eine Gesandtschaft der gallischen Allobroger mit der Information an den Konsul wandte, dass die Verschwörer sie um Mithilfe gebeten hätten. Cicero wandte daraufhin eine List an, um in den Besitz von unwiderlegbaren Beweisen zu kommen. Die Allobroger sollten von den Verschwörern eine schriftliche Bestätigung der Belohnungen erbitten, die sie für eine Teilnahme erhalten sollten. Die entsprechenden Schriftstücke wurden daraufhin tatsächlich ausgestellt und von den beiden Praetoren Lucius Valerius Flaccus und Gaius Pomptinus in der Nacht zum 3. Dezember auf der Milvischen Brücke abgefangen. Kurz darauf erfolgte die Verhaftung der Verschworenen Publius Gabinius Capito, Statilius, Cethegus, Lentulus und Marcus Caeparius. Cicero ließ am Morgen des 3. Dezember den Senat schnellstmöglich im Tempel der Concordia zusammentreten, um den Senatoren die Beweise vorzulegen. Um keine Zweifel aufkommen zu lassen, wurden die abgefangenen Briefe, in welchen die Verschwörer namentlich genannt wurden, erst im Senat und vor den Augen der Anwesenden geöffnet; gleichzeitig wurden die Sitzung und die Aussagen der Verhafteten von mehreren Senatoren protokolliert. Am Abend desselben Tages gab Cicero die Ergebnisse der Sitzung im Zuge seiner dritten Catilinarischen Rede in der Volksversammlung bekannt. Am nächsten Tag, dem 4. Dezember, fuhr der Senat mit den Beratungen fort. Während dieser Sitzung kamen schließlich Gerüchte auf, Crassus oder Caesar seien Hintermänner der Verschwörung; dies erwies sich jedoch als offenbar haltlos.

### Die Debatte über die Hinrichtung der inhaftierten Verschwörer
Während der Sitzung wurde bekannt, dass Klienten des Lentulus und des Cethegus versuchten, das Volk auf die eigene Seite zu bringen und die Inhaftierten zu befreien, woraufhin stärkere Sicherheitsmaßnahmen beschlossen wurden. Am 5. Dezember tagte der Senat erneut im Tempel der Concordia, um darüber zu beraten, was mit den Verschwörern zu geschehen habe. Cicero hatte zwar das senatus consultum ultimum in Händen; da er aber selbst aufgrund der Gefahr eines Aufruhrs in der Stadt, der bei einer Befreiung der Anführer drohte, die Todesstrafe als einzig wirksames Mittel erachtete, wollte er sich zuvor der Senatsmehrheit versichern, um später nicht wegen der unrechtmäßigen Hinrichtung römischer Bürger zur Verantwortung gezogen zu werden. Die Unsicherheit Ciceros zeigt sich auch darin, dass er die Reden dieser Sitzung mitschreiben ließ, um später alles dokumentieren zu können. 
Zwar verfügte Cicero als Konsul im Rahmen des Notstandsbeschlusses über diktatorische Sondervollmachten zur Bekämpfung des Aufstands, die jedoch mit der lex Sempronia de provocatione kollidierten. Dieses Gesetz ermöglichte jedem römischen Bürger bei drohender Todesstrafe die Ansprache (provocatio) an das Volk und regelte die Verfolgung zuwiderhandelnder Magistrate. Die Forschung ist sich bis heute uneins, wie weit die Vollmachten der Konsuln in diesem Fall gingen. Diese Uneinigkeit bezüglich der Auslegung des senatus consultum ultimum, bei dem es sich nicht um ein kodifiziertes Staatsrecht, sondern um überkommenes Recht (einen mos maiorum) handelte, scheint auch in der Antike zwischen Popularen und Optimaten bestanden zu haben.
Aus diesem Umstand ergeben sich auch die verschiedenen Standpunkte Caesars und Catos in den uns überlieferten Senatsreden. Caesar forderte den Einzug des Vermögens der Verschwörer und eine lebenslange Gefängnisstrafe. Cicero hingegen argumentierte, dass ein Staatsfeind seine Bürgerrechte eingebüßt habe und damit einer sofortigen Hinrichtung nichts im Wege stehe. Cato forderte eine Hinrichtung der Verschwörer als Schwerverbrecher nach der Sitte der Vorfahren. Dass Cicero und Cato, die nicht daran interessiert waren, den Verschwörern eine Ansprache (provocatio) an das Volk zu ermöglichen, die lex Sempronia de provocatione nicht ansprachen, leuchtet ein. Dass Caesar sich aber nicht auf sie beruft, deutet darauf hin, dass er die Position der Popularen in diesem Fall nicht völlig vertrat. Überdies bleibt zu bemerken, dass zwar durch Caesars Forderung einer Inhaftierung der Verschwörer später genügend Zeit geblieben wäre, um einen ordentlichen Prozess abzuhalten. Doch gegen genau diesen ordentlichen Prozess spricht auch Caesar sich aus. Wie Jürgen von Ungern-Sternberg feststellt, „ging es am 5. Dezember also nicht um ein Urteil und auch nicht um vorgesehene Strafen, sondern um möglichst strenge Maßnahmen.“ Catos Rede gab jedenfalls den Ausschlag, und die Hinrichtung der gefangenen Catilinarier wurde beschlossen und noch am selben Abend vollzogen.

### Der letzte Kampf
Aufgrund der Entwicklung in Rom verlor Catilina immer mehr Anhänger in der Stadt. Er versuchte daher, sich mit seinem Heer nach Gallien zurückzuziehen, um von dort aus weiter zu agieren. In der Schlacht bei Pistoria wurden seine Truppen jedoch von zwei konsularischen Heeren gestellt. Trotz der zahlenmäßigen Unterlegenheit seines Heeres entschloss er sich zum Angriff, wurde aber nach zähem Widerstand und unter hohen Verlusten für beide Seiten besiegt. Auch Catilina selbst kam in der Schlacht ums Leben.

## Verarbeitung in der Kunst
Ben Jonson veröffentlichte 1611 sein Drama Catiline, His Conspiracy.
Die Catilinarische Verschwörung ist Sujet eines zweiaktigen Dramma tragicomico von Antonio Salieri mit einem Text von Giovanni Battista Casti. Das zwischen 1790 und 1792 geschriebene Werk wurde wegen seiner zahlreichen politischen Anspielungen zu Salieris Lebzeiten nie gespielt; die Uraufführung fand erst im Jahre 1994 im Hessischen Staatstheater Darmstadt in stark gekürzter Fassung und in deutscher Übersetzung von Josef Heinzelmann statt. Salieri und Casti zeigen in ihrem parabelhaften Musiktheater den römischen Staat als selbstherrliche Machtmaschinerie, der große Redner Cicero erscheint satirisch verzerrt als stotterndes Nervenbündel. Catilina verschläft seinen selbst angezettelten Aufstand, während Cato kindisch den Verfall der Sitten beklagt. Am Ende feiern sich Cicero und Cato als Sieger über die Revolutionäre, von litaneiartigen Lobpreisungen eines Doppelchors überhäuft.
Henrik Ibsen veröffentlichte 1850 unter dem Pseudonym „Brynjolf Bjarme“ sein erstes, dreiaktiges Drama Catilina, das er während der Vorbereitungen aufs Abitur verfasst hatte. Im 20. Jahrhundert verarbeitete der österreichisch-schwedische Schriftsteller Paul Baudisch (1899–1977) den Stoff in seinem fünfaktigen Drama Catilina oder Ahasvers Zwischenspiel.
Der italienische Maler Cesare Maccari schuf 1888 das Fresco Ciceros Rede gegen Catilina, welches die Szene im Senat zeigt, in der Cicero in seiner ersten Rede Catilina darauf hinweist, wie isoliert er im Senat sei.
Die Verschwörung wird in zahlreichen historischen Romanen dargestellt. Sie spielt eine zentrale Rolle in Bertolt Brechts Romanfragment Die Geschäfte des Herrn Julius Caesar, in Robert Harris’ Titan, in der SPQR-Reihe von John Maddox Roberts (Band 2 Die Catilina-Verschwörung) und auch in Valerij Nikolaevskijs Страшный патриций (Strašnyj patricij).